# Amicroterys kozlovi
Amicroterys kozlovi är en stekelart som beskrevs av Svetlana N. Myartseva 1983. Amicroterys kozlovi ingår i släktet Amicroterys och familjen sköldlussteklar.
Artens utbredningsområde är Mongoliet. Inga underarter finns listade i Catalogue of Life.